# Nicolas Frémin de Beaumont
Nicolas Frémin de Beaumont est un homme politique français né le 10 avril 1744 à Coutances (Manche) et décédé le 31 décembre 1820 à Anneville-sur-Mer (Manche).

## Biographie
Maire de Coutances au début de la Révolution, il est commissaire près le tribunal criminel de la Manche, puis procureur syndic du département. Il est nommé sous-préfet de Coutances en 1800. Il est député de la Manche de 1802 à 1814, et est président de la commission des Finances en 1809. Il est fait baron d'Empire en 1810, et nommé la même année préfet des Bouches-du-Rhin. 

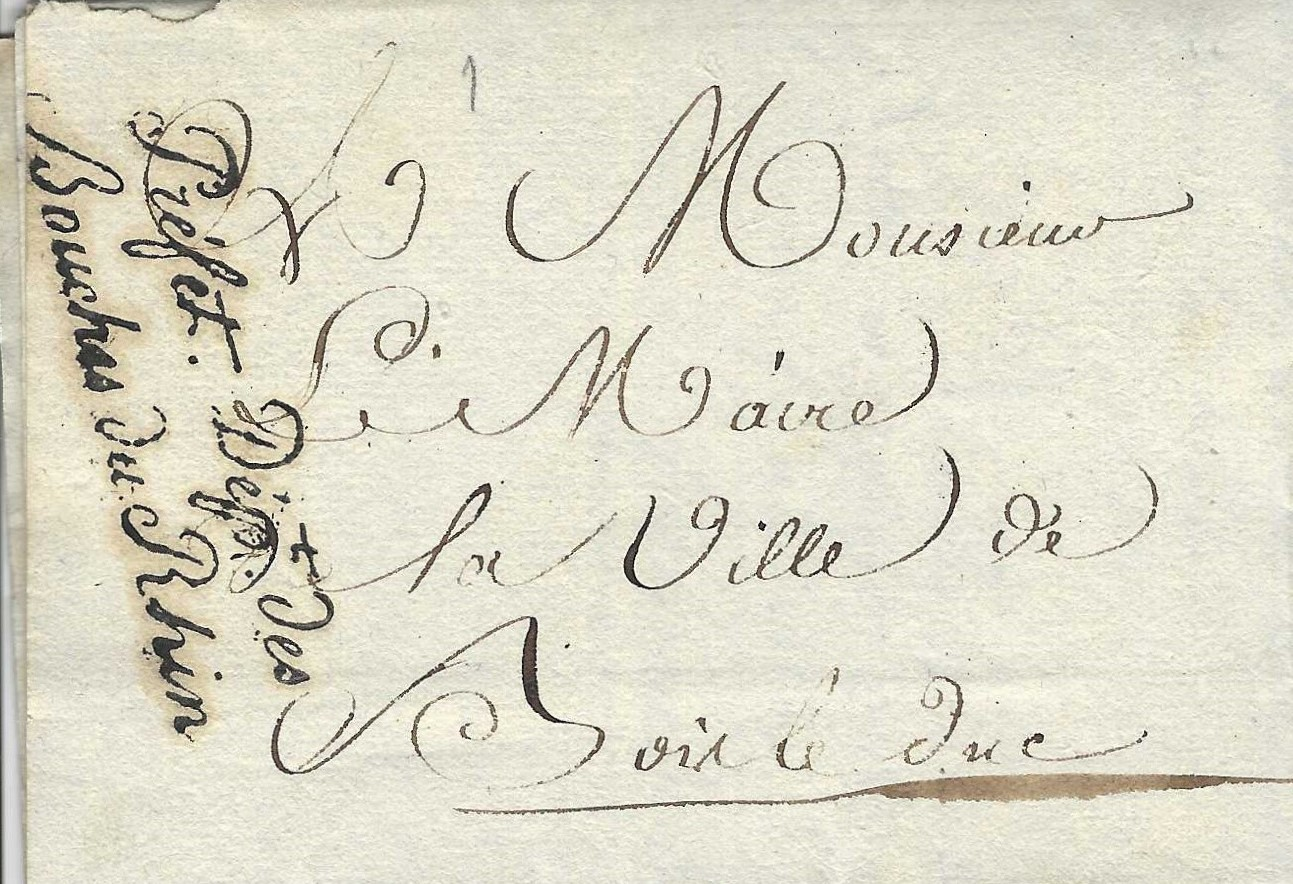
marque de franchise du préfet De Beaumont sur lettre du 9 mars 1812

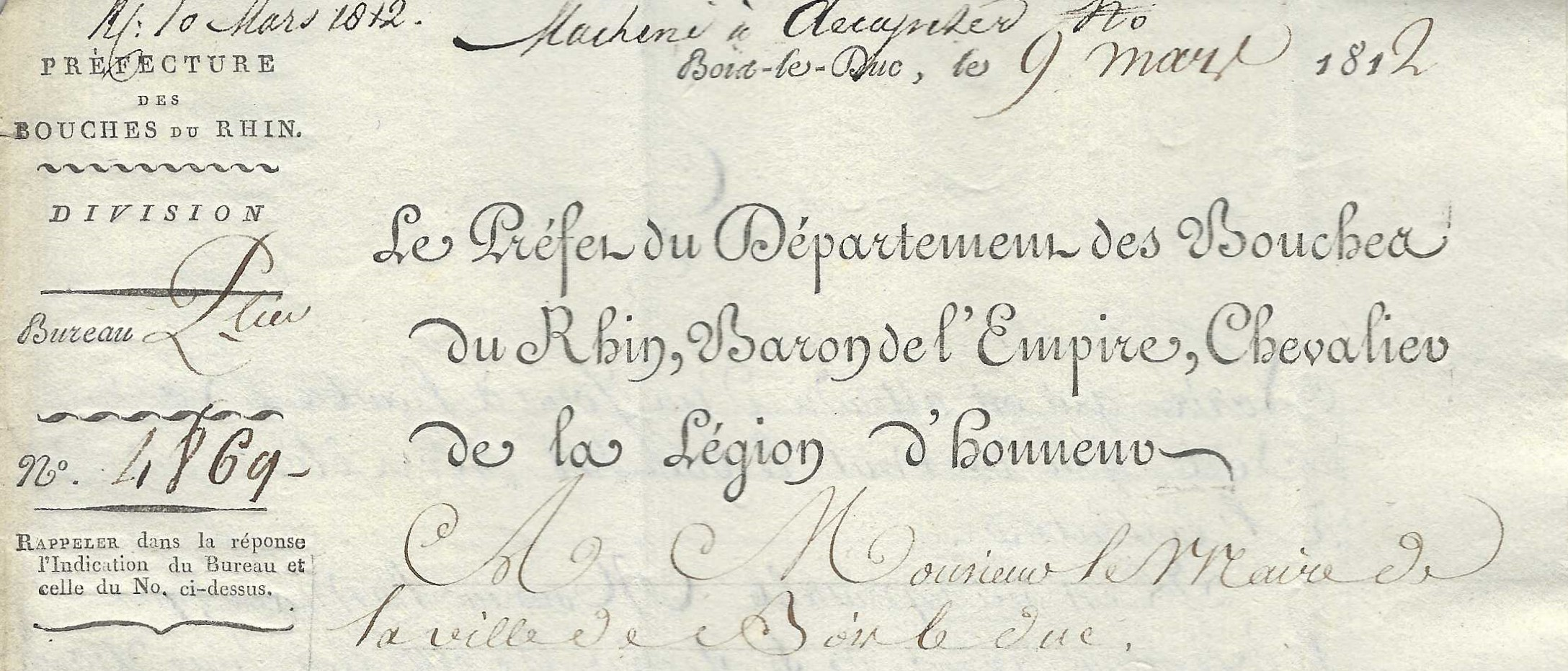
en-tête de courrier du préfet De Beaumont en date du 9 mars 1812

Rallié à la Restauration en 1814, il est nommé préfet de la Vendée.